# الدوري التشيكي لكرة القدم 2002-03
الدوري التشيكي لكرة القدم 2002-03 (بالتشيكية: Gambrinus liga 2002/03)‏ هو الموسم 10 من  الدوري التشيكي لكرة القدم. أقيم خلال الفترة 24 يوليو 2002 وحتى 31 مايو 2003، وكان عدد الأندية المشاركة فيه  16، وفاز فيه سبارتا براغ.